# Новофрязіно
Новофря́зіно (рос. Новофрязино) — присілок у складі Щолковського міського округу Московської області, Росія.

## Населення
Населення — 280 осіб (2010; 322 у 2002).
Національний склад (станом на 2002 рік):
- росіяни — 98 %